# Baghara baingan
Il baghara baingan (baˈgaːra ˈbaˑiŋgan) è un popolare tipo di curry indiano a base di melanzane. Proveniente da Hyderabad, viene comunemente servito come parte dell'Hyderabadi biryani.

## Preparazione
Alla base dell baghara baingan vi sono le melanzane, ma anche cipolle, pasta d'aglio, pasta di zenzero, noce di cocco grattugiata, tamarindo e varie spezie, come coriandolo, sesamo, cumino, curcuma, peperoncino rosso e foglie di curry.